# Tambov
Tambov (Russisch: Тамбов) is een stad in het centrum van Europees-Rusland en heeft een kleine 300.000 inwoners. De stad is gelegen aan de rivier de Tsna, in het vruchtbare gebied van de zwarte aarde en bevindt zich ruim 400 kilometer ten zuidoosten van Moskou. Het is de hoofdstad van de oblast Tambov. De naam Tambov stamt uit het Moksja (Mordwiens) en betekent "diepe plek in een rivier".

## Geschiedenis
De vesting Tambov werd gesticht in 1636 als deel van de gordel van verdedigingswerken die de zuidgrens van Moskovië moest beschermen tegen invallen van de nomadische Tataren. Door de Russische verovering van gebieden in het zuiden verloor Tambov zijn militaire functie als grenspost en ontwikkelde de provinciestad zich tot een centrum van handel een graanproductie. In 1769 werd het de hoofdstad van de nieuwe goebernija Tambov, die naast de huidige oblast Tambov ook delen van oblast Lipetsk, oblast Rjazan en Mordovië omvatte.
In het begin van de jaren 1920 was de omgeving van Tambov het toneel van de Tambov-opstand, een opstand van de bevolking tegen de bolsjewieken, die na de Oktoberrevolutie de macht in Rusland in handen hadden gekregen. Onder het communistische regime kwam de industrialisatie van Tambov op gang.
Tijdens en na de Tweede Wereldoorlog werd het grootse deel van de gevanggenomen malgré-nous uit Elzas-Lotharingen geïnterneerd in kamp 188 nabij Tambov.

## Geboren in Tambov
- Pjotr Oetkin (1877-1934), kunstschilder
- Maria Spiridonova (1884–1941), revolutionaire
- Lev Koelesjov (1899–1970), regisseur en filmtheoreticus
- Pjotr Galperin (1902–1988), psycholoog
- Andrej Kolmogorov (1903–1987), wiskundige
- Svetlana Babanina (1943), zwemster
- Kyrylo Pospyeyev (1975), Oekraïens wielrenner
- Vladislav Frolov (1980), sprinter (gespecialiseerd is in de 400 m)
- Anastasia Rodionova (1982), tennisspeelster
- Joeri Zjirkov (1983), voetballer
- Bella Igla (1985), Russisch-Israëlische schaakster
- Arina Rodionova (1989), tennisspeelster

## Galerij

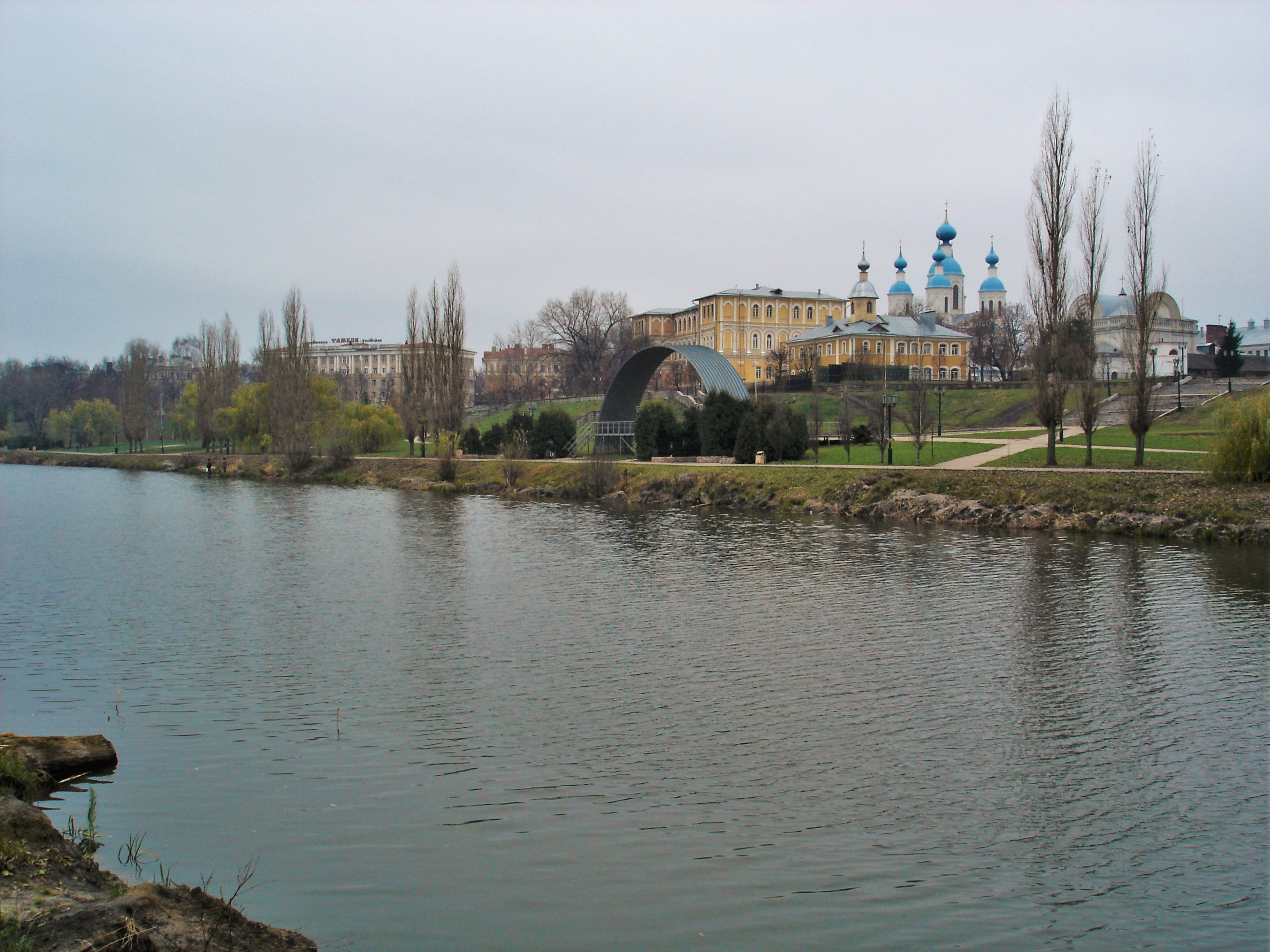
De Tsna in Tambov
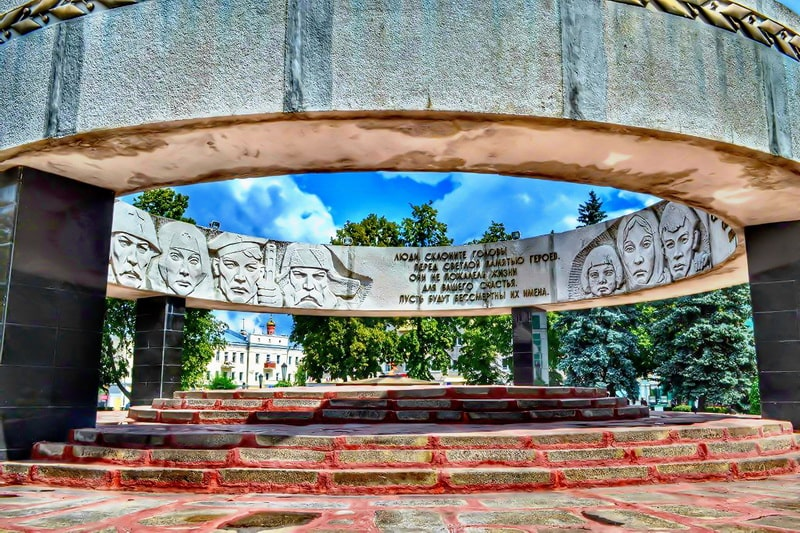
"Eternal Flame" op het Sobornaya-plein[2] (geopend op 9 mei 1970)